# Caesar Antoine
Pour les articles homonymes, voir Antoine.
Caesar Carpentier Antoine (né en septembre 1836 à La Nouvelle-Orléans et mort en septembre 1921 à Shreveport) est un soldat, homme d'affaires, éditeur et homme politique américain.
Il est sénateur de l'État de Louisiane pour la paroisse de Caddo de 1868 à 1872, date à laquelle il est élu au poste de lieutenant-gouverneur de Louisiane pendant la période dite de la « Reconstruction ». Il quitte ses fonctions en 1877.